# Грант (округ, Висконсин)
Округ Грант (англ. Grant County) располагается в штате Висконсин, США. Официально образован в 1836 году. По состоянию на 2010 год, численность населения составляла 51 208 человека.

## География
По данным Бюро переписи США, общая площадь округа равняется 3063,973 км2, из которых 2970,733 км2 суша и 37,000 км2 или 3,100 % это водоёмы.

## Население
По данным переписи населения 2000 года в округе проживает 49 597 жителей в составе 18 465 домашних хозяйств и 12 390 семей. Плотность населения составляет 17,00 человек на км2. На территории округа насчитывается 19 940 жилых строений, при плотности застройки около 7,00-ми строений на км2. Расовый состав населения: белые — 98,23 %, афроамериканцы — 0,52 %, коренные американцы (индейцы) — 0,13 %, азиаты — 0,46 %, гавайцы — 0,01 %, представители других рас — 0,14 %, представители двух или более рас — 0,50 %. Испаноязычные составляли 0,56 % населения независимо от расы.
В составе 30,50 % из общего числа домашних хозяйств проживают дети в возрасте до 18 лет, 56,10 % домашних хозяйств представляют собой супружеские пары проживающие вместе, 7,50 % домашних хозяйств представляют собой одиноких женщин без супруга, 32,90 % домашних хозяйств не имеют отношения к семьям, 26,00 % домашних хозяйств состоят из одного человека, 12,10 % домашних хозяйств состоят из престарелых (65 лет и старше), проживающих в одиночестве. Средний размер домашнего хозяйства составляет 2,51 человека, и средний размер семьи 3,03 человека.
Возрастной состав округа: 23,70 % моложе 18 лет, 14,60 % от 18 до 24, 24,80 % от 25 до 44, 21,60 % от 45 до 64 и 21,60 % от 65 и старше. Средний возраст жителя округа 36 лет. На каждые 100 женщин приходится 103,00 мужчин. На каждые 100 женщин старше 18 лет приходится 102,00 мужчин.
Средний доход на домохозяйство в округе составлял 0 USD, на семью — 0 USD. Среднестатистический заработок мужчины был 0 USD против 0 USD для женщины. Доход на душу населения составлял 0 USD. Около 0,00 % семей и 0,00 % общего населения находились ниже черты бедности, в том числе — 0,00 % молодежи (тех, кому ещё не исполнилось 18 лет) и 0,00 % тех, кому было уже больше 65 лет.